# Inkinga cockae
Inkinga cockae là một loài ốc biển nhỏ, là động vật thân mềm chân bụng sống ở biển thuộc họ Strictispiridae.